# Форт-Шевченківська міська адміністрація
Форт-Шевченківська міська адміністрація (каз. Форт-Шевченко қаласы әкімдігі, рос. Форт-Шевченковская городская администрация) — адміністративна одиниця у складі Тупкараганського району Мангистауської області Казахстану. Адміністративний центр та єдиний населений пункт — місто Форт-Шевченко.
Населення — 8447 осіб (2021; 4888 у 2009, 3624 у 1999, 3476 у 1989).